# Diplura maculata
Diplura maculata är en spindelart som först beskrevs av Cândido Firmino de Mello-Leitão 1938. 
Diplura maculata ingår i släktet Diplura och familjen Dipluridae. Inga underarter finns listade i Catalogue of Life.